# Divisão B (Metrô de Nova Iorque)
A Divisão B (Metrô de Nova Iorque) é uma divisão da Metropolitano de Nova Iorque, consistindo das linhas operadas com os serviços designados por letras (, , , , , , , , , , , ,  e ), além da Franklin Avenue Shuttle () e Rockaway Park Shuttle (). Estas foram as linhas e os serviços prestados pelo Brooklyn-Manhattan Transit Corporation (Divisão BMT) e Independent Subway System (Divisão IND).